# Bettino Craxi
Benedetto "Bettino" Craxi (tiếng Ý: [betˈtiːno ˈkraksi]; 24 tháng 2 năm 1934 – 19 tháng 1 năm 2000) là một nhà chính trị Ý, người lãnh đạo Đảng Xã hội Ý từ năm 1976 đến năm 1993 và làm Thủ tướng Ý từ năm 1983 đến năm 1987. Ông là đảng viên Đảng Xã hội Ý đầu tiên nắm giữ cương vị này, cũng như là vị thủ tướng thứ ba từ một đảng xã hội.

## Tiểu sử
Craxi sinh ở Milano ngày 24/2/1934. Cha của ông là một luật sư người Sicilia.